# Battling Shaw
Battling Shaw (* 21. Oktober 1910 in Nuevo Laredo, Tamaulipas, Mexiko als Jose Perez Flores; † 27. August 1994) war ein mexikanischer Boxer im Halbweltergewicht und im Jahre 1933 vom 20. Februar bis 21. Mai Weltmeister.